# Оттамва (Айова)
Оттамва (англ. Ottumwa) — місто (англ. city) в США, в окрузі Вапелло штату Айова. Населення — 25 529 осіб (2020).

## Географія
Оттамва розташована за координатами 41°1′20″ пн. ш. 92°25′24″ зх. д. / 41.02222° пн. ш. 92.42333° зх. д. (41.022337, -92.423402).  За даними Бюро перепису населення США в 2010 році місто мало площу 42,81 км², з яких 41,07 км² — суходіл та 1,74 км² — водойми.

## Демографія
Згідно з переписом 2010 року, у місті мешкали 25 023 особи в 10 251 домогосподарстві у складі 6208 родин. Густота населення становила 584 особи/км².  Було 11257 помешкань (263/км²).
Расовий склад населення:
| - 90,2 % — білих - 1,9 % — чорних або афроамериканців - 0,9 % — азіатів - 0,6 % — корінних американців - 0,2 % — вихідців з тихоокеанських островів - 4,5 % — осіб інших рас |

До двох чи більше рас належало 1,8 %. Частка іспаномовних становила 11,3 % від усіх жителів.
За віковим діапазоном населення розподілялося таким чином: 23,3 % — особи молодші 18 років, 60,7 % — особи у віці 18—64 років, 16,0 % — особи у віці 65 років та старші. Медіана віку мешканця становила 37,4 року. На 100 осіб жіночої статі у місті припадало 93,7 чоловіків;  на 100 жінок у віці від 18 років та старших — 91,3 чоловіків також старших 18 років.
Середній дохід на одне домашнє господарство  становив 50 942 долари США (медіана — 38 570), а середній дохід на одну сім'ю — 60 778 доларів (медіана — 47 444). Медіана доходів становила 38 179 доларів для чоловіків та 32 035 доларів для жінок. За межею бідності перебувало 21,0 % осіб, у тому числі 28,2 % дітей у віці до 18 років та 11,2 % осіб у віці 65 років та старших.
Цивільне працевлаштоване населення становило 11 178 осіб. Основні галузі зайнятості: виробництво — 26,1 %, освіта, охорона здоров'я та соціальна допомога — 24,2 %, роздрібна торгівля — 11,3 %, мистецтво, розваги та відпочинок — 8,0 %.

## Персоналії
- Карен Морлі (1909-2003) — американська актриса.
- Том Арнольд (1959) — американський актор.